# Station Poulseur
Station Poulseur is een spoorwegstation langs spoorlijn 43 in Poulseur, een deelgemeente van de gemeente Comblain-au-Pont. Van hieruit vertrok een normaalsporige buurtspoorweglijn naar station Trooz gelegen aan de spoorlijn 37. Een gedeelte van de lijn is al in 1938 opgebroken, maar het lijngedeelte naar Sprimont is pas in 1965 opgeheven.

## Treindienst
| Serie       | Treinsoort             | Route | Bijzonderheden                                                                                                  |
| ----------- | ---------------------- | --- | --- |
| IC 33       | Intercity (NMBS / CFL) | Liers – Luik-Guillemins – Poulseur – Gouvy – Luxemburg                                                                           | Rijdt in het weekend 1×/2u. tussen Liers - Luxemburg.                                                           |
| L 5550      | L-trein (NMBS)         | Liers – Luik-Guillemins – Poulseur – Rivage – Marloie                                                                            | |
| P 7480/8480 | Piekuurtrein (NMBS)    | [ Hoei – Namen ] / [ Herstal – Luik-Sint-Lambertus – Luik-Guillemins – [ Poulseur – Rivage – Gouvy ] / [ Statte ] ]              | Rijdt alleen op werkdagen. Een trein vanuit Herstal naar Gouvy. Twee treinen per richting tussen Hoei en Namen. |
| P 7670/8670 | Piekuurtrein (NMBS)    | [ Namen – Sart-Bernard ] / [ Rochefort-Jemelle – [ Libramont ] / [ Rivage – Poulseur – Luik-Guillemins – Luik-Sint-Lambertus ] ] | Rijdt alleen op werkdagen.                                                                                      |
| ICT 6945    | Toeristentrein (NMBS)  | Liers – Luik-Guillemins – Poulseur – Rivage – Marloie                                                                            | Rijdt in juli en augustus.                                                                                      |

## Reizigerstellingen
De grafiek en tabel geven het gemiddeld aantal instappende reizigers weer op een week-, zater- en zondag.
| Tabel: aantal instappende reizigers station Poulseur | Tabel: aantal instappende reizigers station Poulseur | Tabel: aantal instappende reizigers station Poulseur | Tabel: aantal instappende reizigers station Poulseur |
|                                                      | Weekdag                                              | Zaterdag                                             | Zondag                                               |
| ---------------------------------------------------- | ---------------------------------------------------- | ---------------------------------------------------- | ---------------------------------------------------- |
| 1977                                                 | 246                                                  | 63                                                   | 60                                                   |
| 1978                                                 | 214                                                  | 60                                                   | 59                                                   |
| 1979                                                 | 269                                                  | 64                                                   | 57                                                   |
| 1980                                                 | 313                                                  | 107                                                  | 69                                                   |
| 1981                                                 | 274                                                  | 88                                                   | 73                                                   |
| 1982                                                 | 271                                                  | 75                                                   | 62                                                   |
| 1983                                                 | 271                                                  | 66                                                   | 45                                                   |
| 1984                                                 | 284                                                  | 96                                                   | 92                                                   |
| 1985                                                 | 403                                                  | 131                                                  | 150                                                  |
| 1986                                                 | 429                                                  | 108                                                  | 77                                                   |
| 1987                                                 | 348                                                  | 111                                                  | 87                                                   |
| 1988                                                 | 329                                                  | 113                                                  | 117                                                  |
| 1989                                                 | 291                                                  | 121                                                  | 89                                                   |
| 1990                                                 | 243                                                  | 97                                                   | 57                                                   |
| 1991                                                 | 262                                                  | 64                                                   | 62                                                   |
| 1992                                                 | 281                                                  | 99                                                   | 91                                                   |
| 1993                                                 | 207                                                  | 76                                                   | 70                                                   |
| 1994                                                 | 197                                                  | 68                                                   | 71                                                   |
| 1995                                                 | 159                                                  | 67                                                   | 56                                                   |
| 1996                                                 | 213                                                  | 81                                                   | 79                                                   |
| 1997                                                 | 175                                                  | 71                                                   | 56                                                   |
| 1998                                                 | 170                                                  | 72                                                   | 54                                                   |
| 1999                                                 | 142                                                  | 68                                                   | 42                                                   |
| 2000                                                 | 234                                                  | 98                                                   | 96                                                   |
| 2001                                                 | 123                                                  | 53                                                   | 54                                                   |
| 2002                                                 | 142                                                  | 72                                                   | 44                                                   |
| 2003                                                 | 138                                                  | 68                                                   | 42                                                   |
| 2004                                                 | 157                                                  | 94                                                   | 46                                                   |
| 2005                                                 | 162                                                  | 73                                                   | 50                                                   |
| 2006                                                 | 157                                                  | 74                                                   | 68                                                   |
| 2007                                                 | 180                                                  | 89                                                   | 50                                                   |
| 2008                                                 | -                                                    | -                                                    | -                                                    |
| 2009                                                 | 168                                                  | 61                                                   | 94                                                   |
| 2010                                                 | -                                                    | -                                                    | -                                                    |
| 2011                                                 | -                                                    | -                                                    | -                                                    |
| 2012                                                 | 190                                                  | 60                                                   | 72                                                   |
| 2013                                                 | 184                                                  | 78                                                   | 82                                                   |
| 2014                                                 | 202                                                  | 84                                                   | 102                                                  |
| 2015                                                 | 165                                                  | 55                                                   | 57                                                   |
| 2016                                                 | 201                                                  | 79                                                   | 64                                                   |
| 2017                                                 | 166                                                  | 76                                                   | 75                                                   |
| 2018                                                 | 163                                                  | 66                                                   | 53                                                   |
| 2019                                                 | 196                                                  | 92                                                   | 82                                                   |
| 2020                                                 | 139                                                  | 49                                                   | 38                                                   |
| 2021                                                 | -                                                    | -                                                    | -                                                    |
| 2022                                                 | 333                                                  | 145                                                  | 132                                                  |
| 2023                                                 | 283                                                  | 82                                                   | 129                                                  |
| 2024                                                 | 332                                                  | 134                                                  | 128                                                  |

0,0: Angleur ·
1,2: Streupas ·
2,7: Sauheid ·
4,7: Colonster ·
5,3: Sainval ·
6,9: Tilff ·
10,2: Méry ·
11,6: Hony ·
12,6: Esneux ·
14,2: Souverain-Pré ·
15,2: La Gombe ·
16,3: Poulseur ·
18,0: Chanxhe ·
20,1: Rivage ·
21,0: Comblain-au-Pont ·
23,4: Comblain-la-Tour ·
29,4: Hamoir ·
33,4: Sy ·
37,1: Bomal ·
40,4: Barvaux ·
44,2: Biron ·
49,9: Melreux-Hotton ·
54,0: Marenne ·
58,7: Marche-en-Famenne ·
62,0: Marloie